# فطيرة اللهب
فطيرة اللَّهَب (بالألزسية والألمانية: Flammkuchen) أو تُرتة اللهب (بالفرنسية: tarte flambée) هو طبق من منطقة الألزس، والناطقين بالألمانية في موزِل وبادن وبلاتِنة. تتكون من عجينة مبسوطة رقيقة مستطيلة أو بيضوية، ومغطاة بقطع من الجبن الأبيض أو القشدة الطازجة وشرائح رقيقة من البصل وشرائح اللحم.

## الصور

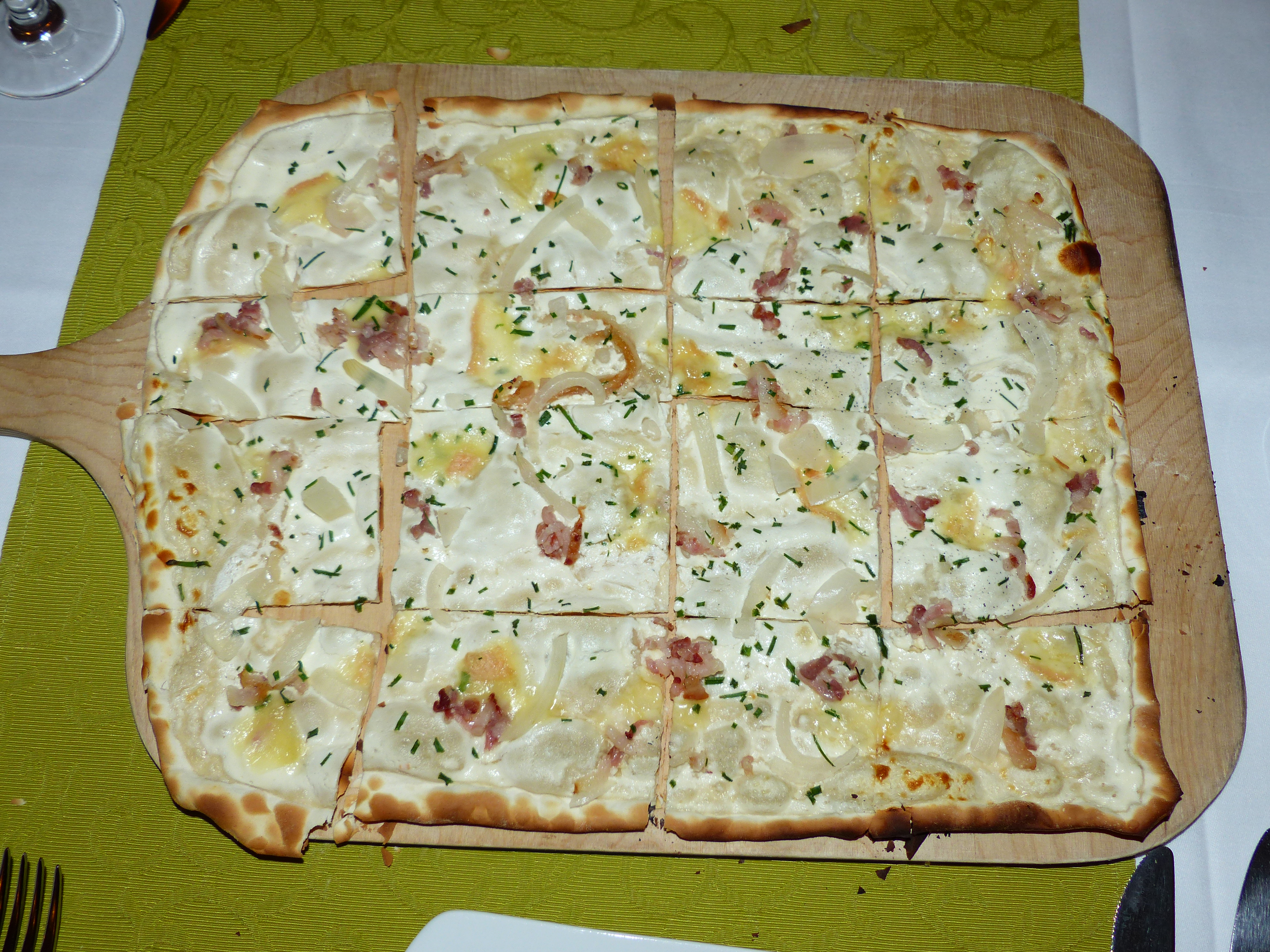
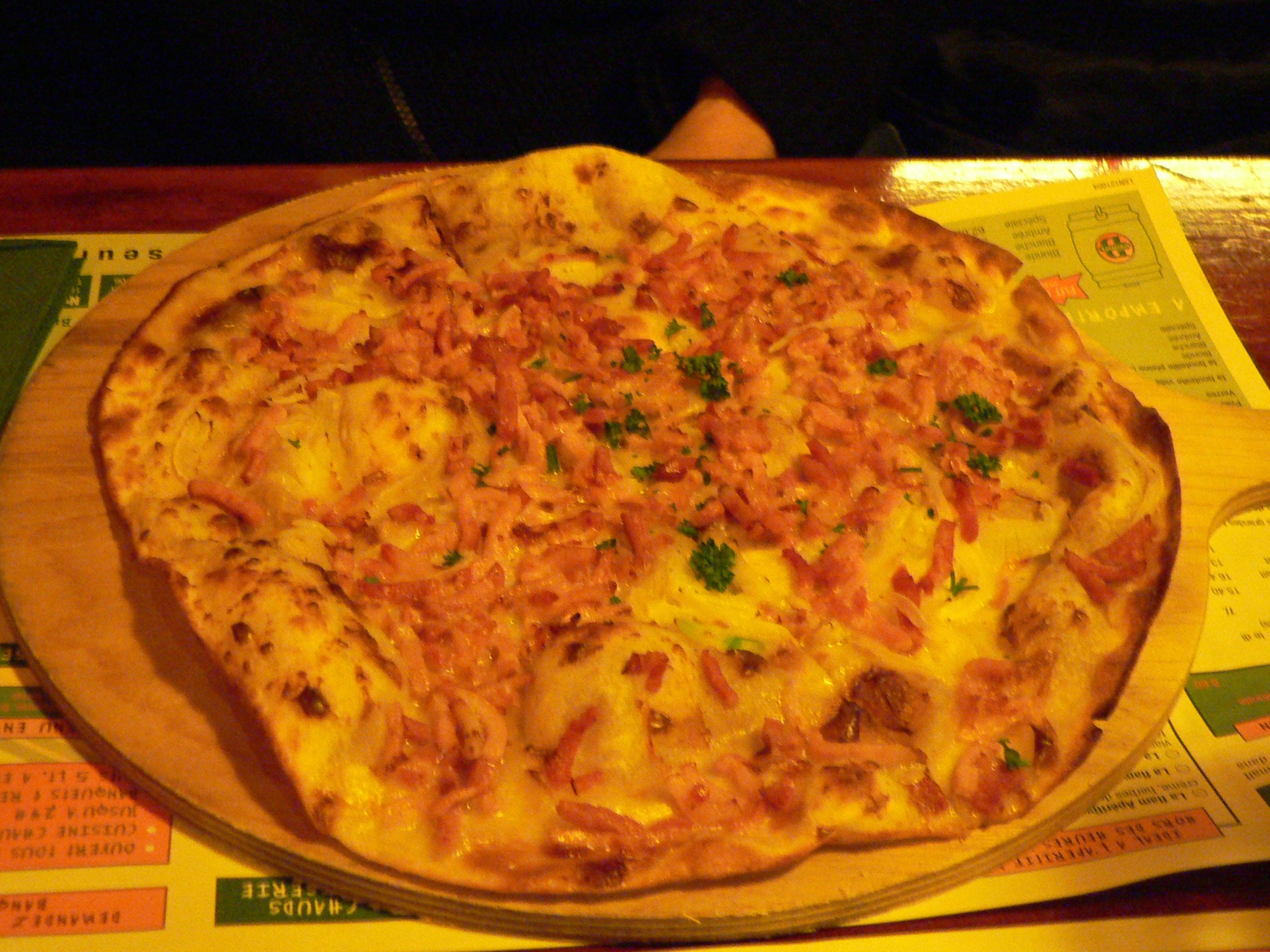
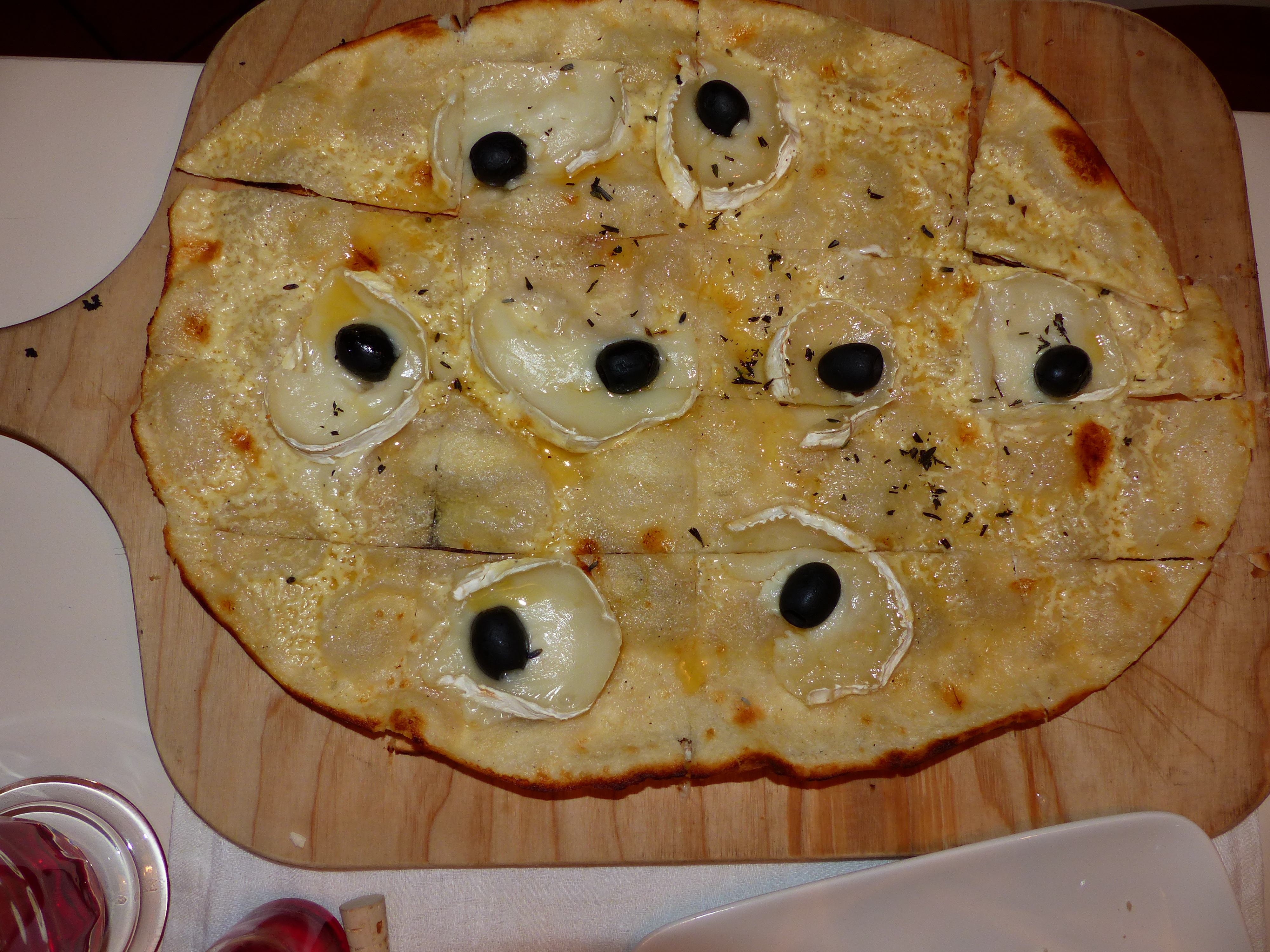
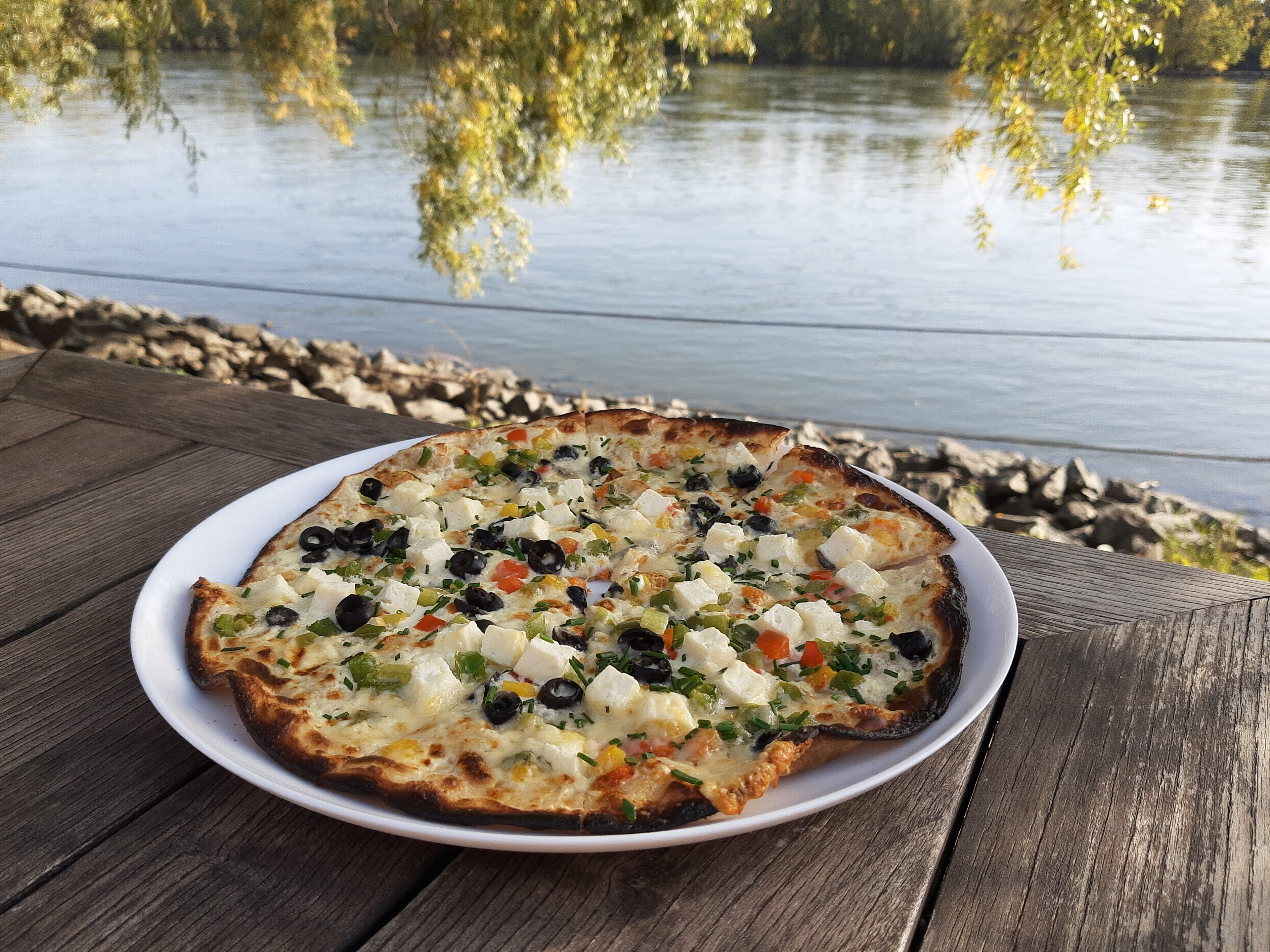
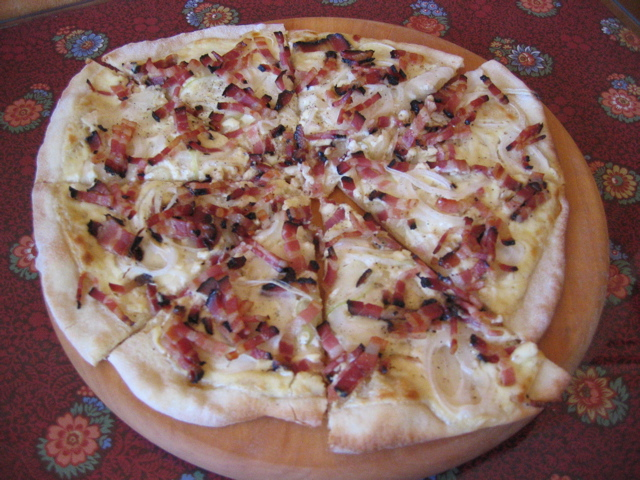
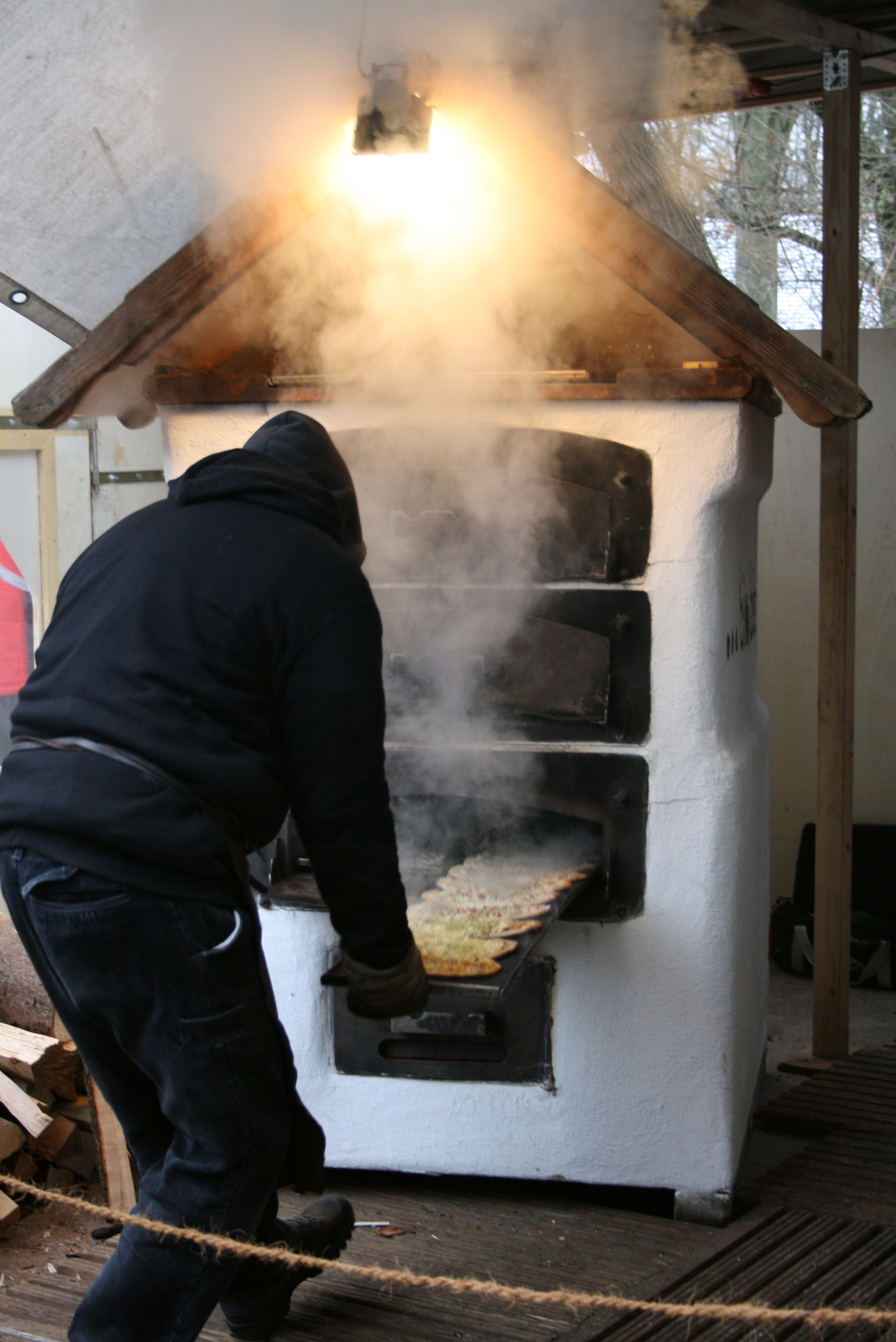